# Ratpenat llengut de Pallas
El ratpenat llengut de Pallas (Glossophaga soricina) és una espècie de ratpenat de Centreamèrica i Sud-amèrica, amb l'excepció de Xile, També es troba a l'Illa Margarita, Trinitat i Tobago, Grenada i Jamaica.

## Subespècies
- Glossophaga soricina antillarum
- Glossophaga soricina handleyi
- Glossophaga soricina mutica
- Glossophaga soricina soricina
- Glossophaga soricina valens